# Délégation nationale arménienne
Vous lisez un « bon article » labellisé en 2023.
Ne doit pas être confondu avec Délégation de la République arménienne.
La Délégation nationale arménienne est une mission diplomatique et organisation arménienne visant à faire entendre les revendications des Arméniens d'Arménie occidentale entre 1912 et 1925. Fondée par Georges V Soureniants, elle est dirigée par l'homme d'affaires et diplomate Boghos Nubar Pacha jusqu'en 1921.
Dans la lignée de la délégation arménienne au congrès de Berlin (1878) menée par l'archevêque Mkrtich Khrimian pour plaider la cause arménienne auprès des grandes puissances, elle vise au règlement de la question arménienne. Ainsi, elle est impliquée dans le règlement côté arménien de la première guerre balkanique, dans la négociation du projet de réformes en Arménie ottomane de 1912-1914, puis dans le règlement de la Première Guerre mondiale, en particulier lors de la conférence de la paix de Paris de 1919.
En collaboration avec la Délégation de la République arménienne, elle participe aux négociations qui aboutissent au traité de Sèvres (1920), selon lequel la Turquie reconnaît l'Arménie comme un État libre et indépendant. Cependant, avec la soviétisation de l'Arménie indépendante fin 1920 puis la victoire des kémalistes lors de la guerre d'indépendance turque (1919-1922), le traité de Sèvres est révisé et remplacé par le traité de Lausanne (1923), qui enterre les espoirs arméniens. La Délégation nationale arménienne s'occupe alors des réfugiés arméniens, avant de disparaître début 1925.

## Historique

### Genèse et débuts (1912)

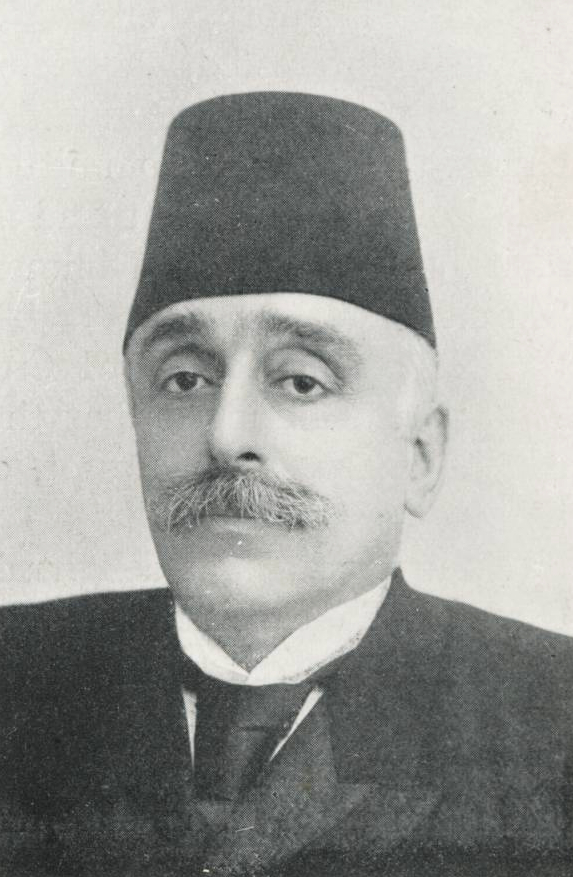
Portrait de Boghos Nubar Pacha.

Lors de la première guerre balkanique, déclenchée en octobre 1912, la diplomatie de l'Empire russe remet la question arménienne sur le devant de la scène. Dans la foulée, le catholicos Georges V Soureniants est autorisé à présenter à l'empereur Nicolas II une demande de protection en faveur des Arméniens ottomans. Comme le note l'historienne Anahide Ter Minassian, un « immense espoir soulève toutes les organisations arméniennes, qui se mettent à collecter, publier, diffuser statistiques et documents qui serviront de points d'appui aux diplomates russes ».
En novembre 1912, Georges V Soureniants signe un kontak (bulle diplomatique) fondant la Délégation nationale arménienne à Paris dans le sillage de ce projet. Le catholicos bénéficie du soutien du vice-roi du Caucase Illarion Vorontsov-Dachkov et du Bureau national représentant les Arméniens de Russie (formé en 1912). Il nomme à la tête de la délégation l'homme d'affaires et diplomate Boghos Nubar Pacha,. Dans son orbite, on trouve d'autres figures de la communauté arménienne parisienne comme l'homme de lettres Archag Tchobanian ou l'ancien ministre ottoman Gabriel Noradounghian,, qui en est membre (après son exil en France) en novembre 1918. Aram Andonian en est le secrétaire entre 1919 et 1923.
Cette délégation, mise en place pendant la première guerre balkanique pour représenter les intérêts des Arméniens ottomans, est envoyée à Paris pour plaider la cause arménienne auprès des six puissances signataires du traité de Berlin de 1878, dans la lignée de la délégation arménienne au congrès de Berlin menée par l'archevêque Mkrtich Khrimian. Boghos Nubar Pacha arrive sur place début décembre 1912 au moment où l'Empire ottoman demande l'armistice (3 décembre). Alors que le Conseil politique de l'Assemblée nationale arménienne gère le dossier du côté ottoman et russe, la Délégation nationale se charge de l'action diplomatique extérieure, en particulier vis-à-vis des grandes puissances européennes,,,.
Fraîchement arrivé à Paris, Boghos Nubar rend visite à l'ambassadeur ottoman à Paris pour lui expliquer qu'il cherche un consensus entre Russes, Anglais, Allemands et Français sur la question des réformes à mettre en place en Arménie ottomane.

### Conférence de Londres (septembre 1912 – mai 1913)

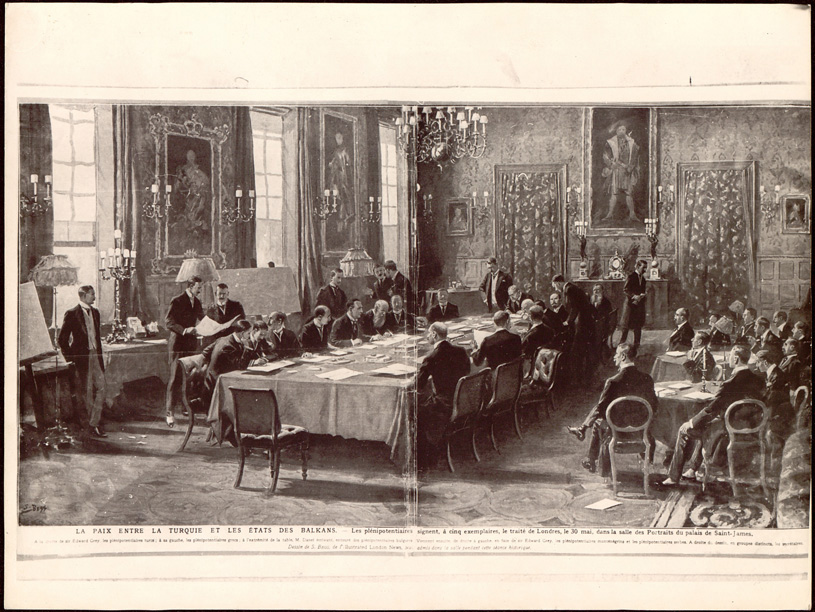
Signature du traité de Londres le 30 mai 1913.

Depuis Paris, Boghos Nubar se rend alors régulièrement à Berlin, à Genève ou encore à Londres. Dans cette ville, ses contacts avec de hauts dignitaires anglais sont relayés par l’influent British Armenia Committee (dans lequel siège Lord Bryce), qui cherche à ce que des réformes en Arménie ottomane soient discutées lors de la conférence de Londres réunie pour négocier la paix entre les États balkaniques et l’Empire ottoman à l'issue de la défaite ottomane, et qui aboutit au traité de Londres en mai 1913. Il rend ainsi plusieurs fois visite à Edward Grey, chef du Foreign Office.
Boghos Nubar Pacha, plus conservateur que la Fédération révolutionnaire arménienne (FRA), demande, dans ce contexte (qui est aussi celui de la prise de pouvoir des Jeunes-Turcs), des réformes dans l'Empire ottoman selon le traité de Berlin (en particulier l'article 61), sans toutefois demander l'autonomie ou l'indépendance arménienne vis-à-vis de l'Empire. Il est en lien avec la FRA, notamment avec Vahan Papazian, personnage important des instances arméniennes de Constantinople, qui lui rend visite à Paris en février 1913 pour préciser certains points essentiels des réformes à mettre en œuvre : ils s'entendent sur un projet commun destiné aux représentants des grandes puissances qui inclut la nomination d'inspecteurs européens et la garantie des États européens.
La Délégation nationale diffuse à cette époque un mémorandum dans lequel il est expliqué que mettre en place des réformes en Arménie occidentale permettrait de stabiliser cette région et y apporter la paix. Produit par les instances de l'Assemblée nationale arménienne, ce mémorandum est ensuite transmis à André Mandelstam, diplomate attaché à l'ambassade de Russie à Constantinople, et donc à la diplomatie russe, qui s'en empare. Il développe un certain nombre de propositions :
- unification des six vilayets ;
- nomination d'un gouverneur (chrétien, ottoman ou européen), ainsi que d'un Conseil d'administration et d'une assemblée provinciale mixte islamo-chrétienne ;
- formation d'une gendarmerie mixte dirigée par des officiers européens pour assurer la protection des Arméniens ;
- dissolution des régiments Hamidiés ;
- légalisation de l'usage de l'arménien et du kurde dans l'administration locale ;
- autorisation pour les minorités de fonder des écoles et de les administrer grâce aux taxes spéciales réservées jusqu'alors aux écoles turques ;
- formation d'une commission chargée d'examiner les confiscations des terres ;
- expulsion des immigrés musulmans installés dans des domaines arméniens ;
- mise en place de ces mesures en Cilicie ;
- suivi par les puissances européennes, qui doivent se charger de veiller à l'application de ces mesures.

La France, le Royaume-Uni, la Russie, puis l'Allemagne à partir de janvier 1913, sont associées aux négociations. Elles ont des intérêts divergents dans la région qui compliquent les choses : France et Royaume-Uni ont une diplomatie du statu quo territorial pour préserver leurs intérêts qui fait qu'elles sont opposées à une annexion russe de l'est anatolien, tandis que l'Allemagne est hostile à toute réforme car cela mettrait en danger sa mainmise économique sur l'Empire ottoman et que ses alliés Jeunes-Turcs lui demandent de tout faire pour que ce « projet russe » soit torpillé.
Pendant la Conférence, France et Royaume-Uni tempèrent les ambitions russes et dénoncent la position allemande, qu'elles accusent d'être de l'ingérence dans les affaires de l'Empire ottoman. Pour la Russie, sans réformes dans les provinces arméniennes de l'Empire ottoman, le désordre qui y règne ne ferait que s'intensifier, et seule une intervention militaire russe pourrait régler le problème. Finalement, les puissances s'entendent sur la nécessité de réformes, à condition que leur exécution soit laissée à l'initiative du gouvernement ottoman. Les Russes dénoncent cette condition, qui pour eux ne permettrait pas la mise en œuvre concrète de quelconques réformes. Boghos Nubar insiste le caractère indispensable du contrôle des réformes par les grandes puissances. Le Royaume-Uni et l'Allemagne refusent que ce contrôle soit russe, ce qui ne dérange pas particulièrement le dirigeant de la Délégation nationale arménienne, qui redoute lui aussi une mainmise russe sur l'Arménie anatolienne.
Les Européens closent la Conférence sans aller plus loin et confient, sur la proposition de la Russie, le soin à leurs ambassadeurs respectifs à Constantinople de continuer les négociations.

### Entre la Conférence de Londres et la Grande Guerre (1913-1914)
À la mi-1913, Nicolas II masse des troupes dans le Caucase, à la frontière avec l'Empire ottoman, et cherche à faire monter la pression en ordonnant à ses agents d'organiser des provocations kurdes en Arménie occidentale.
Comme le note l'historien Raymond Kévorkian, Boghos Nubar Pacha continue de se déplacer, pendant la Conférence, mais surtout dans les mois qui suivent, pour « tenter d'infléchir les positions des uns et des autres, en s'appuyant sur des comités nationaux arménophiles », comme le British Armenia Committee ou le Comité arménien de Berlin. Il est ainsi soutenu par certains députés britanniques arménophiles à la Chambre des Communes, mais a du mal à convaincre la diplomatie britannique du bien-fondé du projet de réformes. Il est « choqué » de l'attitude passive du Royaume-Uni qui tranche notamment avec les responsables ottomans eux-mêmes, en particulier le grand vizir Mahmoud Chevket Pacha, qui trouve alors que les réformes demandées sont raisonnables. Boghos Nubar s'adresse aussi à des personnalités politiques italiennes, comme le député Galli, qui fait une déclaration publique en juin 1913 au Parlement italien en faveur de réformes en Arménie ottomane.
À partir de juin 1913, les diplomates européens reprennent les négociations dans la capitale ottomane en utilisant le mémorandum des Arméniens comme base de négociations. La Délégation nationale arménienne, qui continue son œuvre diplomatique en Europe, insiste auprès des diplomates sur le fait que les Arméniens ne demandent pas l'autonomie mais seulement la mise en place d'une administration assurant leur sécurité. Auprès des Britanniques, Boghos Nubar cherche le soutien des milieux financiers et à les convaincre que ces réformes permettraient de garantir leurs créances dans l'Empire ottoman. Auprès des Allemands, il cherche, aux côtés du Comité arménien de Berlin, à expliquer que la mise en place de réformes serait la meilleure solution pour éviter une invasion russe de l'Empire ottoman.
Alors que la crise économique frappe l'Empire ottoman, Boghos Nubar Pacha propose de lier l'attribution de l'aide matérielle européenne à la mise en place des dites réformes, mais cette proposition n'est pas prise au sérieux par les grandes puissances. À ce moment, seule la Russie s'intéresse vraiment à la question arménienne. Fin juin ou début juillet, Boghos Nubar rencontre Mehmet Cavit Bey. Ce dernier affirme ensuite dans le journal arménien Azadamard que le gouvernement ottoman est prêt à mettre en place des réformes et qu'il est tombé d'accord sur « presque tous les points » avec Boghos Nubar Pacha à la suite d'une rencontre avec lui à Paris, sauf sur la question des garanties. Cependant, cette position officielle est surtout motivée par la nécessité pour les Ottomans d'obtenir un emprunt français pour relancer une guerre contre la Bulgarie, et rendre visite à Boghos Nubar, influent dans les cercles politiques français, semble s'inscrire au sein de cette stratégie.
À l'été 1913, le gouvernement ottoman publie un contre-projet, dans lequel il propose d'établir en Anatolie orientale des inspecteurs généraux chargés de régler les problèmes, tandis que l'ambassadeur allemand Hans von Wangenheim bloque les négociations entre diplomates européens. C'est pourquoi Boghos Nubar se rend à Berlin début août, où il rencontre Gottlieb von Jagow, ministre des Affaires étrangères allemand, pour le convaincre de mettre fin à sa politique d'obstruction. Cette rencontre, « décisive », permet le déblocage de la situation en particulier à Constantinople, tant et si bien que Johannes Lepsius, théologien protestant qui joue un rôle important dans les pourparlers en se faisant l'intermédiaire entre le patriarcat arménien de Constantinople et l'ambassade d'Allemagne, annonce à Boghos Nubar via télégramme que « la situation [est] favorable » et l'invite à se rendre dans la capitale ottomane. Boghos Nubar refuse son invitation, estimant que c'est au Conseil politique nommé par l'Assemblée nationale arménienne de mener les négociations dans l'Empire ottoman.
Fin septembre 1913, les diplomates européens parviennent à un accord, selon lequel les provinces orientales de l'Empire ottoman doivent être regroupées en deux entités territoriales, chacune administrée par un inspecteur. Boghos Nubar Pacha est satisfait de ce compromis, et le fait savoir au ministre des Affaires étrangères russe Sergueï Sazonov, lors d'une entrevue entre les deux hommes le 17 octobre 1913. À cette date, le dossier est plus ou moins ficelé ; ne reste plus qu'à convaincre les autorités ottomanes de le signer.
Une conférence internationale sur les réformes en Arménie est organisée à Paris les 30 novembre et 1er octobre 1913 par la Délégation nationale arménienne afin de peaufiner les derniers points du projet. S'y rendent des représentants des comités arméniens et des organisations arménophiles, ainsi que des diplomates allemands, russes, britanniques et italiens.
Diplomates russes et allemands remettent aux autorités ottomanes le projet de réformes finalisé le 25 décembre 1913. Le projet de réformes en Arménie ottomane est finalement signé le 8 février 1914,, et contient toujours la clause instaurant un contrôle occidental, clause refusée jusqu'alors par les Ottomans. C'est à Boghos Nubar Pacha et à sa Délégation qu'est confiée la sélection des deux inspecteurs généraux. Sont nommés en avril 1914 le Néerlandais Louis Constant Westenenk, ancien administrateur des Indes orientales néerlandaises, et le Norvégien Nicolai Hoff, major dans l'armée norvégienne. Cependant, cette législation est enterrée peu après l'entrée de l'Empire ottoman dans la Première Guerre mondiale.

### Première Guerre mondiale (1914-1918)
Alors que les Arméniens de l'Empire ottoman commencent à être massacrés lors du génocide arménien, la Délégation nationale arménienne, et donc surtout Boghos Nubar Pacha, négocie l'accord franco-arménien de 1916 et est l'un des instigateurs de la formation de la Légion arménienne (au départ nommée Légion d'Orient) dans l'espoir d'obtenir des compensations pour les Arméniens à la fin de la guerre, notamment la promesse d'une Cilicie arménienne autonome sous protectorat français,. Pour Boghos Nubar, qui est un maillon incontournable entre le gouvernement français et le comité arménien de recrutement des légionnaires, cette Légion d'Orient constituera la base de la future armée arménienne.
Après l'indépendance de la République démocratique d'Arménie (mai 1918) et à l'issue de la guerre, la Délégation nationale arménienne proclame l'indépendance de l'Arménie intégrale et le notifie aux puissances alliées dans une note datée du 30 novembre 1918, déclarant « l'indépendance de l'Arménie intégrale sous l'égide des Puissances alliées et des États-Unis, ou de la Société des Nations dès qu'elle sera formée ».

### Conférence de la paix de Paris (janvier – août 1919)

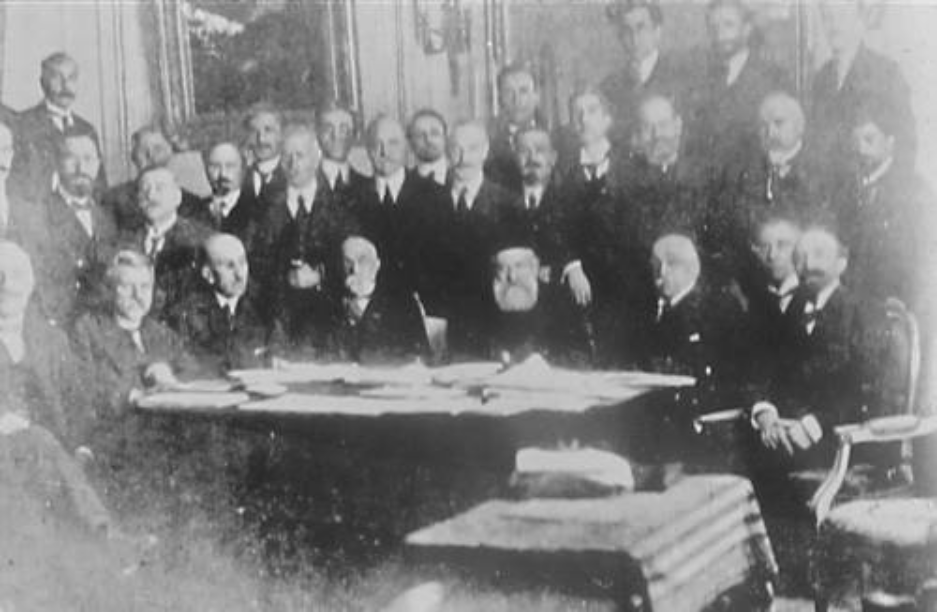
Boghos Nubar Pacha aux côtés d'autres personnalités arméniennes lors du Congrès national arménien.

Après la guerre, la Délégation nationale arménienne se rend à la conférence de la paix de Paris de 1919. Parmi ses agents, on trouve par exemple l'autrice Zabel Essayan, nommée inspectrice par la Délégation pour le temps de la conférence. Réfugiée dans le Caucase entre 1916 et 1918, elle y entreprend un important travail de collecte de témoignages de réfugiés du génocide arménien ; passant par Téhéran, elle part fin 1918 pour Paris afin de remettre aux délégués arméniens une abondante documentation sur les crimes commis par l'Empire ottoman.
La Délégation se trouve à la conférence en même temps que la délégation envoyée par la république démocratique d'Arménie. Elles y sont plus ou moins concurrentes, et la présence de cette délégation, menée par Avetis Aharonian, loin d'avoir l'influence de Boghos Nubar, irrite ce dernier,.

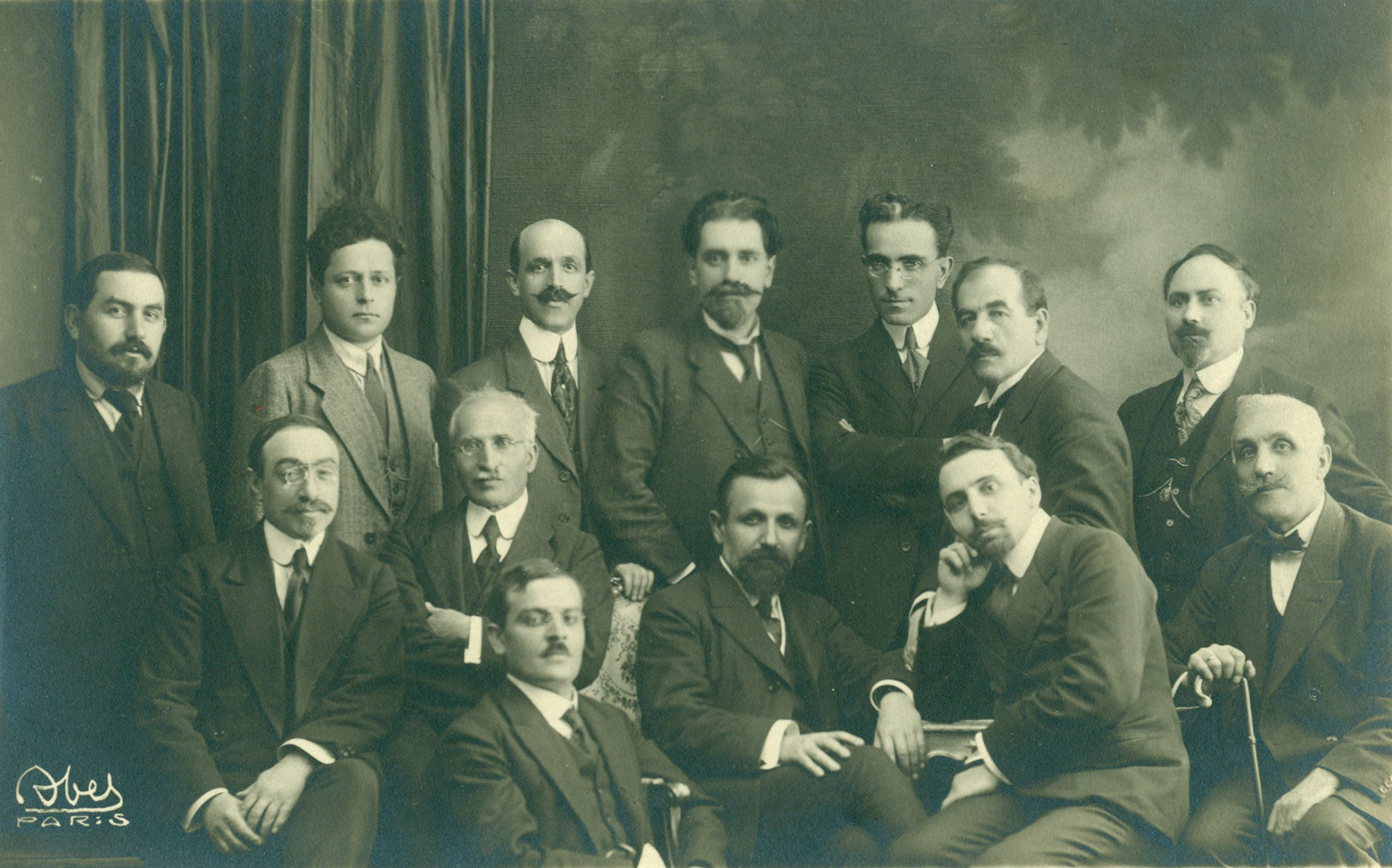
La Délégation de la République arménienne, dirigée par Avetis Aharonian.

La vision de l'Arménie présentée à la conférence par Boghos Nubar est très ambitieuse (voir la carte). En effet, selon lui, la République d'Arménie n'est qu'une « Arménie araratienne » (soit l'Arménie orientale, au pied du mont Ararat) qui a pour vocation à être intégrée dans un territoire bien plus vaste s'étendant du Caucase à l'est jusqu'à la Cilicie à l'ouest. Cette vision inquiète les diplomates français car elle remet en cause les accords Sykes-Picot. Inversement, alors qu'Avetis Aharonian avait été chargé par son gouvernement de ne revendiquer qu'une extension territoriale de l'Arménie dans le Caucase, l'annexion des six vilayets et l'obtention d'un corridor vers la mer Noire via Trébizonde,, il finit par se rallier aux revendications plus ambitieuses de Boghos Nubar.
De ce fait, les deux délégations se réunissent le 12 février 1919 en une Délégation de l'Arménie intégrale (Delegation of Integral Armenia), bien qu'elles restent autonomes en son sein. C'est ensemble qu'elles rédigent le Mémorandum sur la question arménienne destiné à être présenté à la conférence de la paix. Dans celui-ci, les Arméniens demandent un large territoire ainsi que le paiement de réparations par la Turquie. Le Conseil des Dix consent à écouter la Délégation, qui lui expose ledit Mémorandum le 26 février 1919,,. Cependant, les Arméniens n'obtiennent pas de siège à la table des négociations.
Fin février et pendant les semaines qui suivent, les délégations arméniennes continuent de fournir de nombreux documents aux diplomates présents, plutôt bien accueillis par les Américains mais recevant un accueil plus réservé de la part des Français. Cette conception de l'Arménie enthousiasme les Arméniens eux-mêmes, sauf certains membres du gouvernement arménien, à l'instar de Rouben Ter Minassian ou Hovannès Katchaznouni, qui craignent qu'elle alimente le nationalisme turc.
Entre le 24 février et le 22 avril 1919 se réunit à Paris le Congrès national arménien, qui élit le 2 avril 1919 une nouvelle Délégation nationale arménienne toujours présidée par Boghos Nubar Pacha, qui en représente la tendance « neutre » avec Abraham Ter Hagopian ; elle est aussi composée de deux ramgavars, Archag Tchobanian et Vahan Tékéyan, ainsi que des deux dachnaks (FRA), Armen Garo et Hagop Nevrouz. Le Congrès charge la Délégation de faire son possible pour la fondation d'une « Arménie unifiée ».
Symbole de l'union entre les deux délégations, leurs deux meneurs signent ensemble un article intitulé « La Cause arménienne » dans la revue La Paix des peuples le 10 mars 1919, dans lequel ils expliquent notamment que « Ce serait donc un déni de justice que de séparer les anciens territoires de l'Arménie turque de ceux de l'Arménie russe, sous quelque prétexte ou sous quelque forme que ce soit ; ce serait pour ainsi dire dépecer un corps vivant et ce serait aussi créer une cause permanente de nouvelles persécutions, de nouvelles oppressions et de nouvelles effusions de sang ».

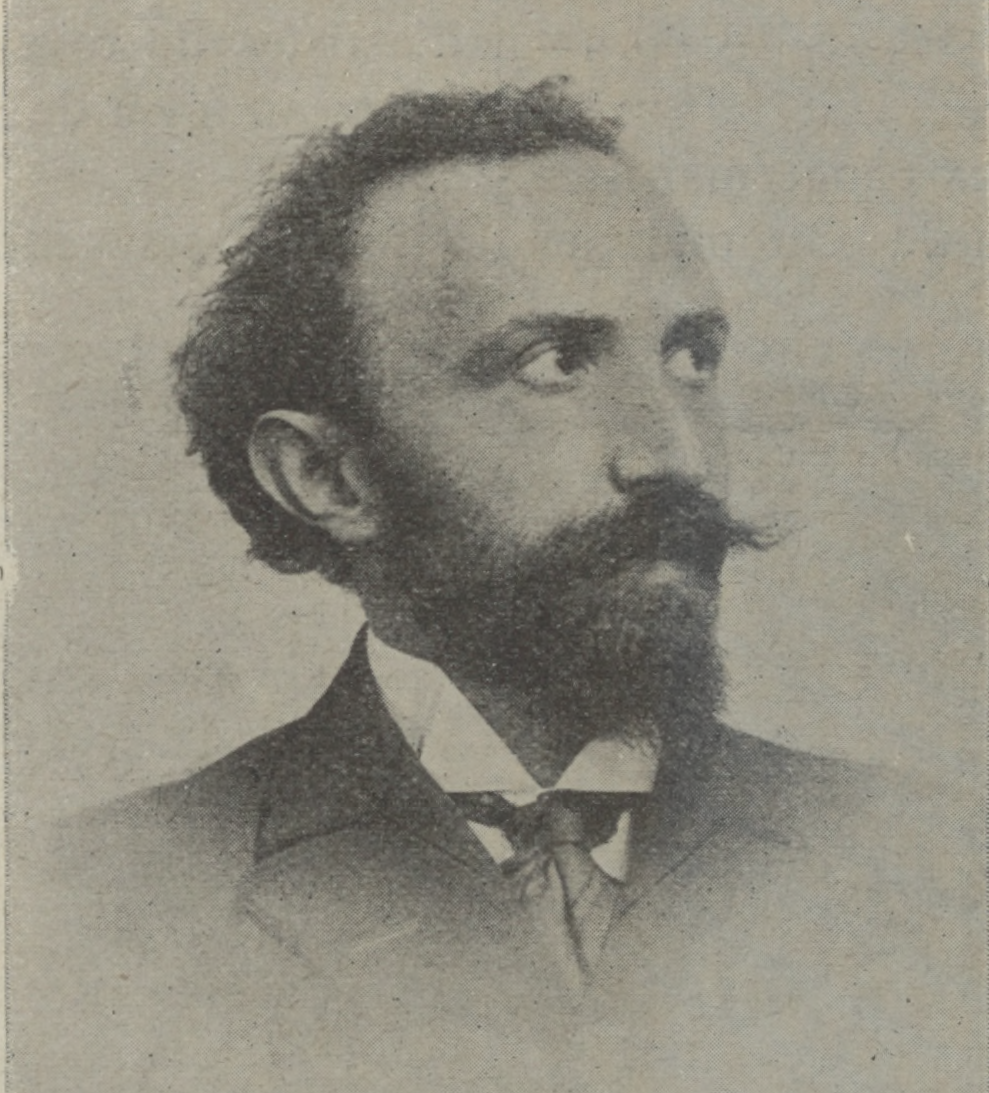
Archag Tchobanian

Le 28 mai 1919, l’État arménien adopte un Acte de l'Arménie unifiée, qui promet notamment la participation des Arméniens ottomans au gouvernement de l'Arménie. Promulgué le jour de la date anniversaire de la fondation de la république arménienne, ils sont tous les deux fêtés par les Arméniens, en Arménie même ainsi qu'en diaspora. La célébration, « particulièrement brillante », a aussi lieu à Paris en présence des deux délégations ainsi que d'intellectuels arméniens et arménophiles européens. Comme le note Anahide Ter Minassian, « A. Aharonian glorifia en termes lyriques l'unité arménienne et Boghos Nubar Pacha, en termes plus mesurés, évoqua la naissance « de la nouvelle nation arménienne une et indivisible » ».
De plus, les deux délégations organisent ensemble un banquet franco-arménien le 17 juillet 1919 pour fêter la victoire des Alliés lors de la guerre. Sont présents les députés Denys Cochin et Charles Guernier, mais aussi Paul Fleurot, Gustave Schlumberger, Auguste Gauvain, Alfred Vallette, Camille Mauclair, Gabriel Mourey, Henri Coulon, Ludovic de Contenson, Gaston Deschamps, l'abbé Delarue, Frédéric Macler, Paul Desfeuilles, Émile Pignot, , etc.. Devant cette assemblée, Archag Tchobanian, Boghos Nubar Pacha et Avetis Aharonian prononcent chacun un discours.
La Délégation nationale arménienne et la Délégation de la République arménienne, malgré leurs dissensions, œuvrent finalement toutes les deux aux mêmes objectifs : la reconnaissance internationale de la République arménienne, l'obtention d'un mandat sur l'Arménie, le rapatriement des réfugiés. Cependant, en août 1919, alors que se clôt la conférence de la paix, la paix avec l'Empire ottoman n'est pas signée et les différentes questions concernant les Arméniens ne sont pas résolues.
Entre la fin de l'année 1919 et le printemps 1920, Boghos Nubar Pacha et sa Délégation mandatent une mission pour négocier avec la Première République d'Arménie et son premier ministre Alexandre Khatissian un gouvernement d'unité avec les représentants des Arméniens ottomans, mais ces négociations n'aboutissent pas.

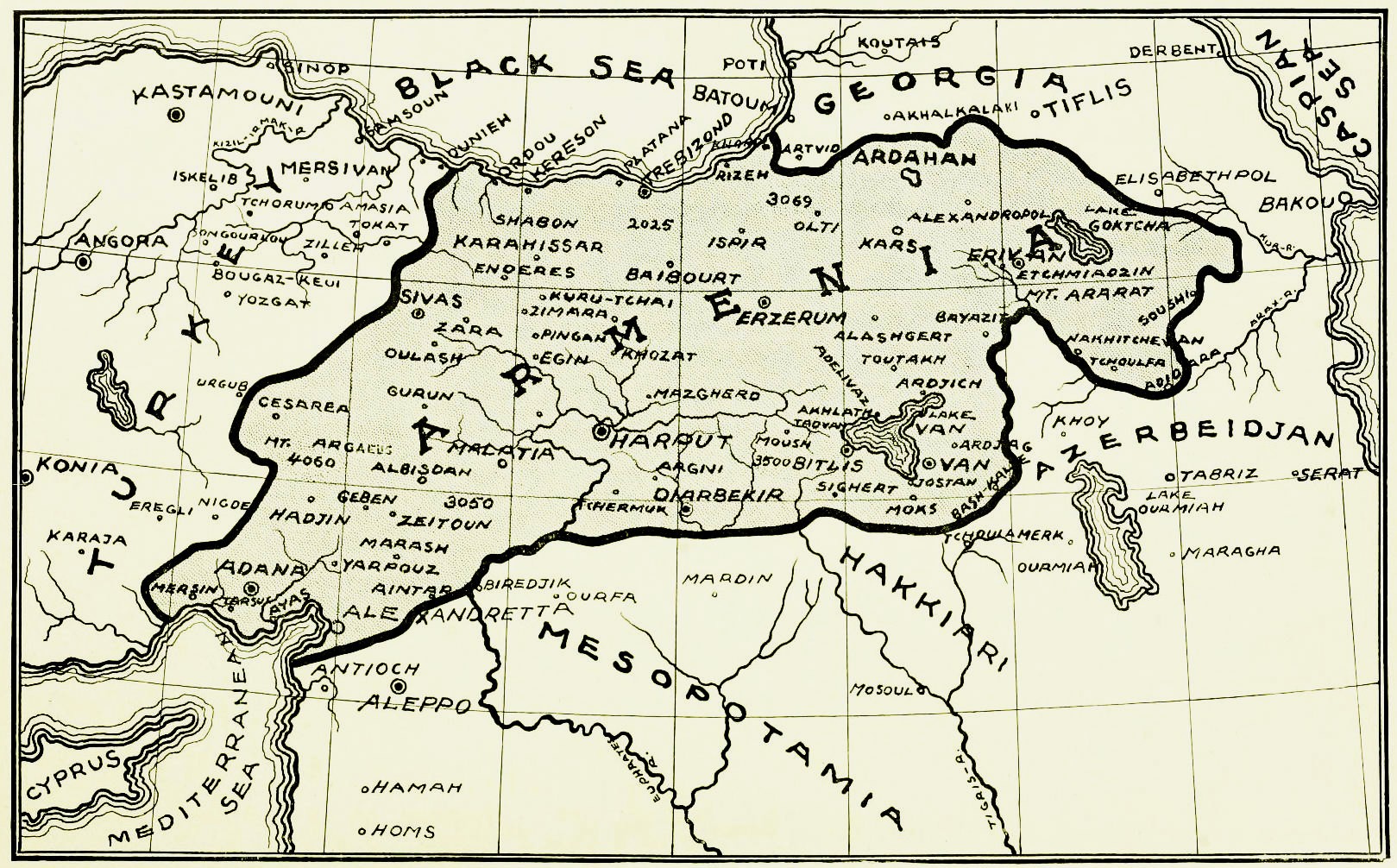
Carte présentée par la Délégation nationale arménienne à la conférence de Paris de 1919[51].
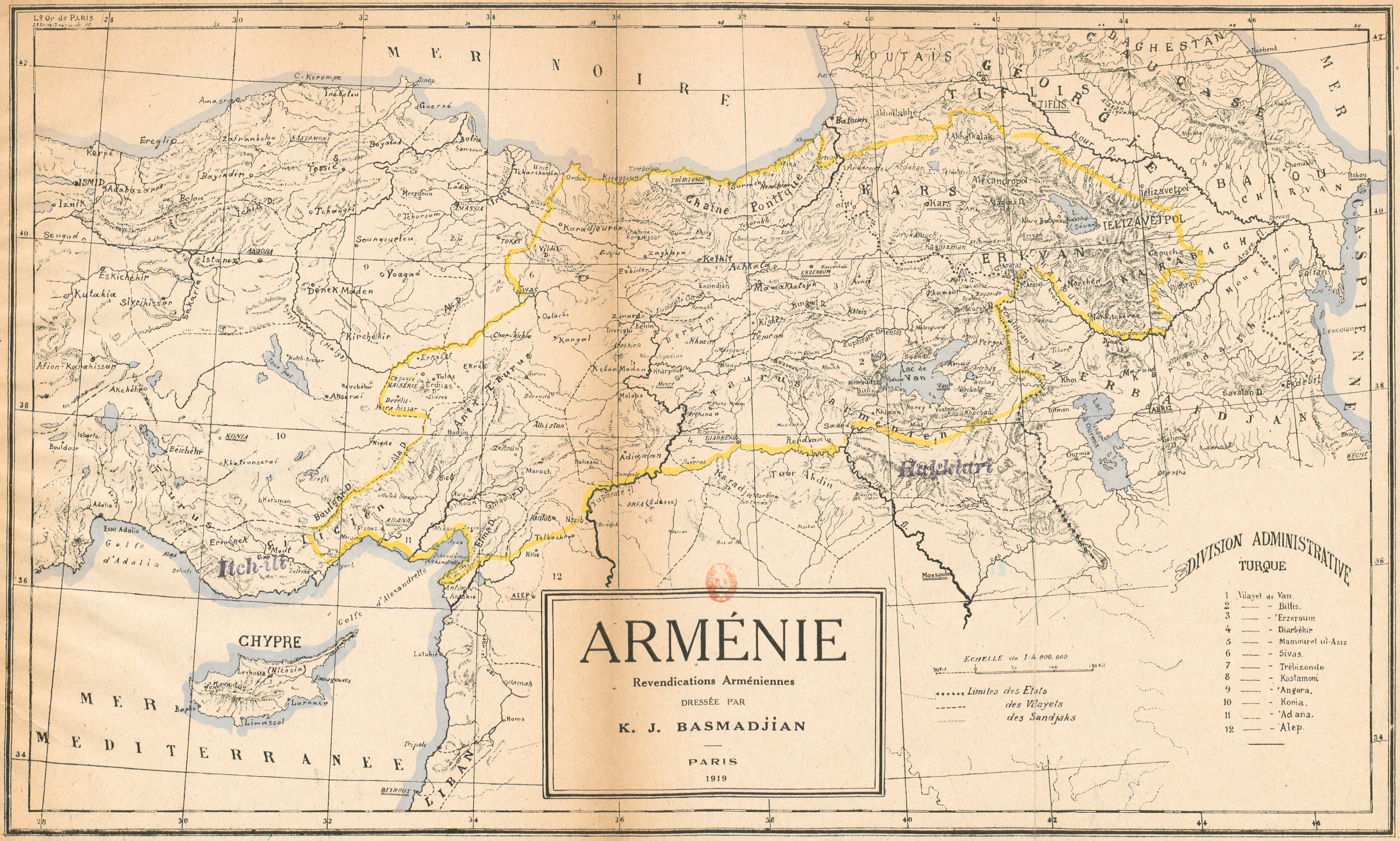
Autre version de la carte[52].

### Traité de Sèvres (10 août 1920)

L'Empire ottoman après le traité de Sèvres.

Le traité de Sèvres est conclu le 10 août 1920 et l'Arménie, toujours représentée par la délégation menée par Avetis Aharonian, a cette fois-ci sa place à la table des négociations et fait partie des signataires. Le traité lui donne partiellement satisfaction : en effet, par son article 88, le traité impose à l'Empire ottoman de reconnaître l'Arménie comme un État libre et indépendant ; par son article 89, l'Empire ottoman et l'Arménie acceptent de soumettre au président des États-Unis la question de la frontière qui doit être fixée entre l'Empire ottoman et l'Arménie dans les vilayets d'Erzurum, de Trébizonde, de Van et de Bitlis et d'accepter sa décision. Cependant, le traité de Sèvres ne fait aucune mention de la Cilicie. Boghos Nubar Pacha et la Délégation nationale arménienne sont aussi présents, et ce premier signe conjointement avec Avetis Aharonian un protocole garantissant les libertés, notamment culturelles et religieuses, des minorités d'Arménie.
Alors qu'il est signé par le gouvernement ottoman, Mustafa Kemal refuse quant à lui le traité de Sèvres, et les forces kémalistes l'emportent face aux forces arméniennes lors de la guerre arméno-turque (septembre – décembre 1920). La République arménienne disparaît avec la soviétisation de l'Arménie le 29 novembre 1920. Face à cette disparition, Boghos Nubar Pacha mise sur le mandat français sur la Cilicie pour faire de ce territoire un foyer national arménien qui n'a qu'une existence éphémère en 1920-1921, ne survivant pas à la défaite française face aux forces kémalistes lors de la campagne de Cilicie.

### Conférences de Londres (février – mars 1921)
La Conférence de Londres s'ouvre en partie pour régler le problème turc. La Turquie y est représentée par deux délégations, une ottomane et une kémaliste, en position de force grâce à ses succès face aux Arméniens et les bonnes relations entretenues avec les Soviétiques. Les Alliés font des concessions mais le premier ministre britannique Lloyd George exige que les Turcs reconnaissent « les droits des Arméniens sujets ottomans à posséder un Foyer national sur les frontières orientales de l'Anatolie ». Cette notion de « foyer » constitue donc un net recul par rapport au traité de Sèvres, recul dénoncé par la Délégation nationale arménienne et la Délégation de la République d'Arménie, qui demandent toutes les deux le respect du traité de Sèvres dans son intégralité. La première finit toutefois par se résigner, tandis que la seconde continue de rejeter cette révision.
En juin 1921, Boghos Nubar Pacha, « démoralisé et malade », donne sa démission de son poste à la tête de la Délégation nationale arménienne ; lui succède Gabriel Noradounghian,.

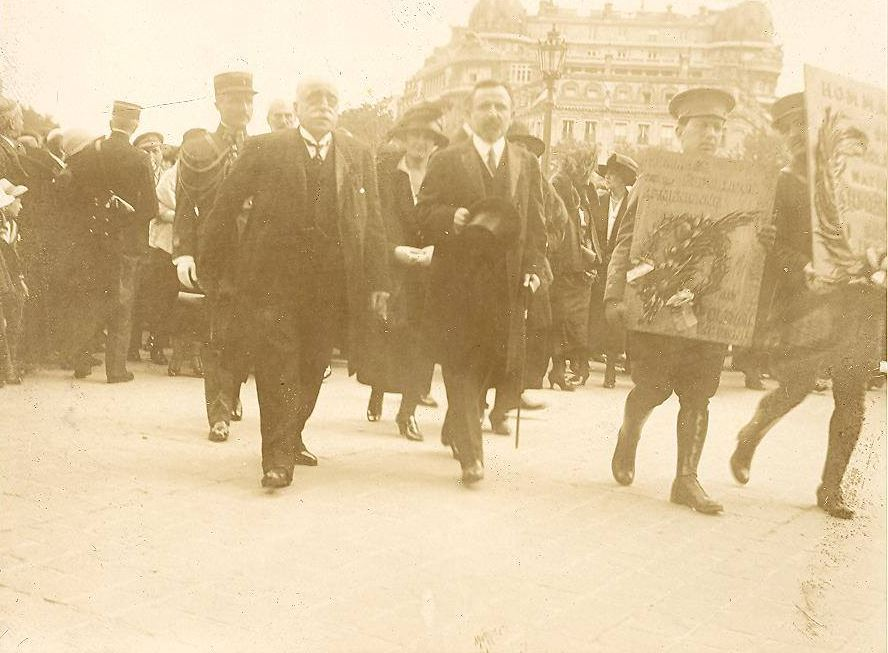
Boghos Nubar Pacha et Avetis Aharonian sur la place de l'Étoile le 29 mai 1921.
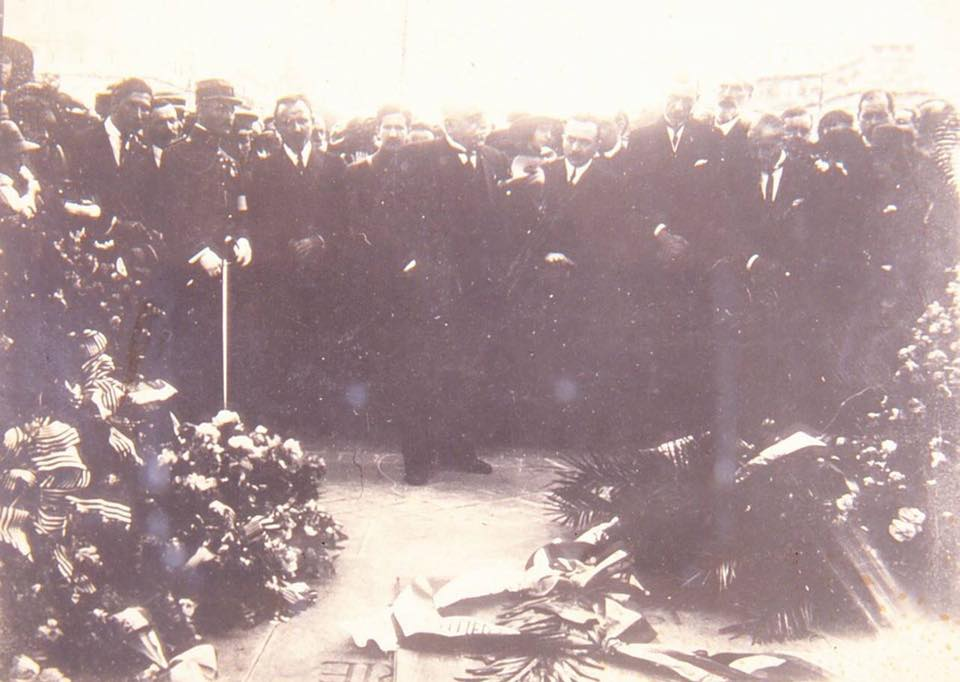
Les membres des deux délégations se recueillant devant la tombe du soldat inconnu.
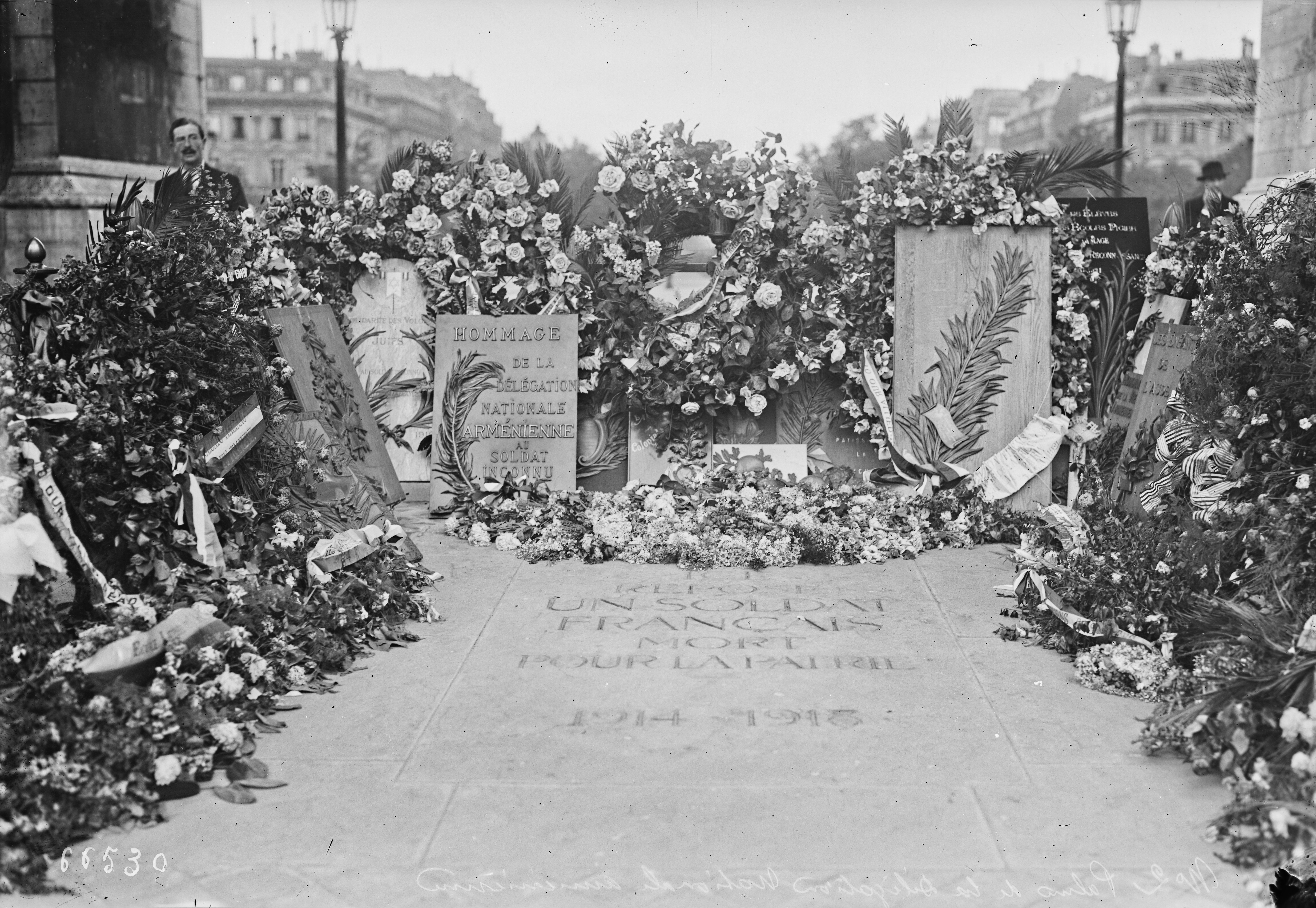
Hommage de la Délégation nationale arménienne au soldat inconnu.

### Conférence de Lausanne (novembre 1922 – juillet 1923) et traité de Lausanne (24 juillet 1923)

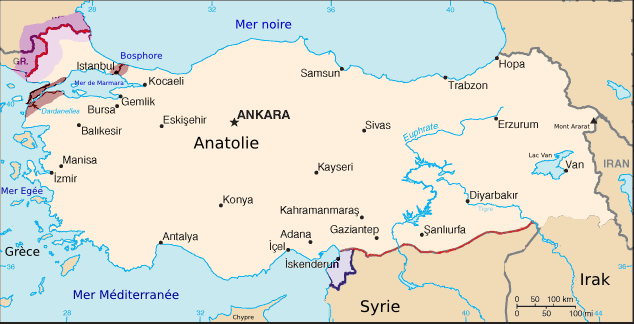
Carte de la Turquie avec ses frontières orientales précisées au traité de Lausanne.

Lors de la Conférence de Lausanne de 1922-1923, les Arméniens ne sont pas invités,. Certains d'entre eux, comme Avetis Aharonian, Alexandre Khatissian, Lévon Pachalian ou encore Gabriel Noradounghian, sont sur place,. Selon Anahide Ter Minassian, ce dernier ne peut qu'assister « dans les coulisses […] à l'enterrement de la question arménienne ». Elle ajoute : « ils hantent pendant plusieurs mois les coulisses de la Conférence, frappent à toutes les portes, s'épuisent en démarches pour rappeler aux Alliés leurs promesses, mènent une dernière et vaine bataille diplomatique autour de la question arménienne ». Ils présentent un nouveau Mémorandum dans lequel ils demandent la création d'un « foyer arménien en Turquie » voué à accueillir les 700 000 réfugiés arméniens ainsi qu'une potentielle cession de territoire turc à la République d'Arménie. Cependant, ils se heurtent aux Alliés qui ne souhaitent pas l'expansion territoriale de l'Arménie soviétique.
Malgré leurs efforts, le traité de Lausanne remplace le traité de Sèvres et met fin aux velléités d'autonomie de l'Arménie occidentale ou de son rattachement à l'Arménie orientale au sein d'une grande Arménie.

### Fin (1922-1925)

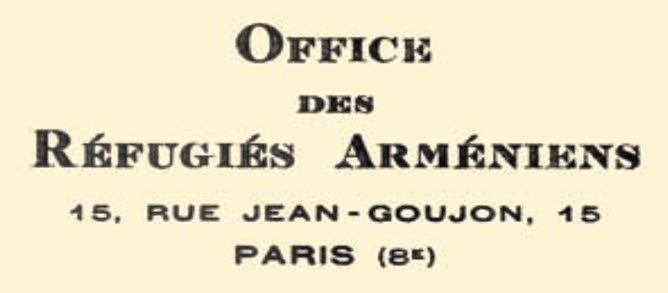
En-tête utilisé par l'Office des réfugiés arméniens.

En août 1923, la Délégation nationale arménienne s'engage en faveur des réfugiés arméniens en poussant pour leur installation en Arménie soviétique. Ainsi, la délégation propose au Haut commissariat pour les réfugiés de la Société des Nations un plan pour installer 50 000 réfugiés dans la plaine de Sardarabad, à proximité d'Erevan. En entretenant des relations étroites avec des organisations comme la Délégation nationale arménienne ou l'Union générale arménienne de bienfaisance, les autorités soviétiques arméniennes cherchent à se rapprocher de la diaspora, volonté qui se matérialise avec la création du Comité de secours pour l'Arménie en 1921. Ces discussions avec la Délégation avaient déjà commencé dès 1922.
La délégation disparait en 1925 : par un courrier daté du 31 janvier 1925, elle annonce au ministère des Affaires étrangères mettre fin à sa mission tout en « laissant le soin de continuer ses travaux à un Comité central des Réfugiés arméniens, constitué à cet effet à Paris, 56, rue du Faubourg Saint-Honoré ». L'organisation qui la remplace est fondée par Gabriel Noradounghian dès 1924 : on la nomme Bureau des réfugiés arméniens,, ou encore Office des réfugiés arméniens, sous la présidence d'Archag Tchobanian secondé par Lévon Pachalian en tant que secrétaire général. Avec la Délégation de la République arménienne, l'ex-Délégation nationale arménienne est alors chargée de la gestion des réfugiés arméniens à partir de 1924-1925, rôle confirmé par décret présidentiel en 1930. Pour l'historienne Anouche Kunth, cela permet à ces deux délégations de se pérenniser dans le paysage administratif national. Selon elle, la disparition de la délégation nationale arménienne intervient à la suite de l'instruction générale du 29 décembre 1924 qui retire la nationalité arménienne de la nomenclature officielle des nationalités, qui indique que la France prend acte de la disparition de la république arménienne.

## Publications
- Memorandum sur la question arménienne, Paris, impr. M. Flinikowski, 1919, 14 p. (BNF 33879404, lire en ligne).
- La Question arménienne devant la Conférence de la paix, Paris, 1919, 25 p. (BNF 31028029, lire en ligne).
- Avetis Aharonian et Boghos Nubar Pacha, « La Question arménienne », La Paix des peuples : revue internationale de l'organisation politique et économique du monde,‎ 10 mars 1919, p. 214-236 (lire en ligne [PDF]).

## Archives
Les archives de la Délégation nationale arménienne sont conservées à la Bibliothèque Nubar avant d’être pour partie expédiées dans les années 1980 à Erevan où elles sont conservées aux Archives nationales d’Arménie. Le reliquat, c'est-à-dire les correspondances de la Délégation entre 1913 et 1921 ainsi qu'une importante revue de presse constituée par Aram Andonian, est resté à la Bibliothèque Nubar.